# Bidania-Goiatz
Bidania-Goiatz en basque ou Bidegoyan en espagnol est une commune du Guipuscoa dans la communauté autonome du Pays basque en Espagne.

## Origine de la commune
Bidegoain fut fondé en 1964, lors de la fusion de deux communes jusque-là indépendantes : Bidania et Goiatz. Une fois que la nouvelle commune ait pris le nom de Bidania-Goiatz qui aurait été logique, les élus du village de cette époque inventèrent un nouveau nom. Celui-ci est un curieux jeu de mots formant un acronyme issu de BIDeGOYAn. Par ailleurs, il signifie en basque sur le haut du chemin. Ce nom décrit parfaitement la situation de la commune qui se trouve sur un petit replat cerné de montagnes auquel on accède nécessairement par une route d'un col, que ce soit depuis Azpeitia ou Tolosa. Elle se trouve littéralement enclavée « sur le haut de la route » qui va de Azpeitia à Tolosa.
Elle est limitée à l'est par Albiztur, au nord-ouest par Errezil, au sud-ouest par Beizama. Elle possède également une petite enclave de terrain au nord d'Itsasondo.
Les deux bourgs de Bidania et celui de Goiatz sont séparés d'à peine un kilomètre.

## Histoire
La première mention écrite sur Goya date de 1027.
Les premières informations se référents à Vidania datent de 1399, bien que tous les historiens s'accordent à dire qu'il s'agit d'un village plus ancien.
Depuis lors, l'histoire de Bidania et Goyaz s'est poursuivie parallèlement au cours de l'histoire. Plusieurs bourgs furent fondés et faisaient partie de la mairie principale de Sayaz, près d'Errezil, Beizama et Aia. En 1563 la mairie principale se détachera et plusieurs bourgades ont pu créer des conseils (municipaux) indépendants, bien qu'ils n'arrivèrent pas à obtenir le statut de villa. La mairie principale a certainement été substituée par l'union de Sayaz, à travers laquelle les intégrants continuaient d'envoyer les représentants communs aux juntes Générales du Guipuscoa.
Du fait de sa situation géographique dans le centre de la province, Vidania fut choisie comme siège où se déroulaient les Juntes Particulières (c'est-à-dire extraordinaires) du Gipuzkoa à partir de 1466. En 1470, le roi Henri IV de Castille révoqua partiellement sa disposition antérieure et établit plusieurs sièges possibles pour les juntes guipuscoannes, bien que parmi elles, celle de Bidania se poursuivit. Lorsqu'on célébraient ces juntes à Bidania, la maison Usarraga était l'édifice que l'on utilisait. Plus tard, après sa disparition, celles-ci se déroulaient dans l'église.
Déjà au XXe siècle, et plus exactement en 1964, les municipalités de Bidania et Goiatz s'unirent pour former Bidegoian. Le 24 avril 2013, elle prend officiellement le nom de Bidania-Goiatz.

## Personnalités
- Lorenzo Bereciartua (1895-1968) : natif de Bidania. Prêtre et professeur d'université de droit canonique. Fut évêque d'Andeca, Sigüenza puis de Saint-Sébastien à partir de 1963.

### Sources
- (es) Cet article est partiellement ou en totalité issu de l’article de Wikipédia en espagnol intitulé « Bidegoyan » (voir la liste des auteurs).